# Береговой вал
Берегово́й вал — аккумулятивная форма рельефа берегов, образованная прибойными волнами моря или озера. Представляет собой низкую гряду (вал), сложенную песком, галькой, гравием, ракушечными остатками, выброшенными накатом воды. Высота вала определяется энергией прибоя и может составлять от нескольких сантиметров до нескольких метров. Профиль вала обычно асимметричный: обращённый к воде склон более пологий и может быть вогнутым. На пологом склоне могут образовываться второстепенные береговые валы, соответствующие более слабому волнению. Береговой вал вытянут вдоль одновозрастной ему береговой линии на сотни метров или несколько километров. Древние береговые валы могут служить показателями изменений уровня водоёмов вследствие изменений климата или же подъёмов и опускания суши, поэтому таких валов на берегу может быть несколько. В некоторых водоёмах, главным образом в озёрах, уровень которых часто меняется, сохранились затопленные береговые валы (например, в озере Иссык-Куль).
Береговым валом называют также некоторые другие элементы рельефа:
- Подводный береговой вал — сформированные при разрушении волнами подводного берегового склона подвижные песчаные отложения. Такие отложения располагаются параллельно береговой линии пологими грядами, обычно сериями, на глубинах до 10 м, и в зависимости от силы и направления волн смещаются по подводному склону[4].
- Прирусловой береговой вал (естественная береговая дамба, намывной вал) — естественная насыпь, сформировавшаяся вдоль русла реки в результате отложения ила и другого материала, в особенности во время половодья. Высота такого вала в низовьях крупных рек может составлять несколько метров над поймой, и иногда уровень воды в реке может быть выше поймы, защищённой от затопления прирусловым валом[5][6].
- Береговой вал льда — ледяные торосы на пологом берегу в результате напора льда со стороны моря[7]. Подобные валы льда часто формируются также на берегах мелководных озёр, в частности, в Западной Сибири[2].